# 增元拓也
增元拓也（日语：／ Masumoto Takuya，1983年3月19日—）是日本男聲優 。廣島縣出身，現目前隸屬於賢Production。

## 經歷
- 自幼便喜歡看電影，尤其是外語電影，憧憬着當中擔任着吹替聲優的大塚明夫，因此往後便以成為吹替聲優作為目標[2]。
- 之後報名參加賢Production的全國聲優試音[2]。試音合格並於2011年10月，成功進入賢Production附屬的聲優養成所School Duo（12期生）[3]。
- 2012年4月，成為賢Production預所屬。[3]

## 人物
興趣及特技為殺陣、單板滑雪 。
喜歡雀鳥，飼養着兩隻名為「蘑菇」和「竹筍」的文鳥。

## 出演作品
※粗體字為主要角色

### 電視動畫
2011年
- 偶像大師（觀眾D）

2012年
- 偶像學園 (動畫)（攝影師、協助監督、大叔、報幕員、記者）
- 銀魂（編輯B、知惠空黨、警察、快援隊隊士A）
- 農大菌物語第二季（寄宿生B、成員B、抵抗者B）

2013年
- 伊克西翁傳說 DT（機動隊長）
- 革命機Valvrave（宮町透、馬吉烏斯、男學生、多西亞軍·軍人B、衛兵）
- 小鎮有你（男學生、學生）
- 境界的彼方（便當屋）
- 黑子的籃球（裁判員、學生）
- 進擊的巨人（莫塞斯、訓練士兵）
- 絕對防衛利維坦（調査隊員）
- 玉響～more aggressive～
- 紙箱戰機WARS（笹川疾風）
- 約會大作戰（男）
- 魔笛MAGI（ぞうねずみ、阿蒙的眷屬、飾演阿里巴巴的演員、其他）

2014年
- 高達G之復興（當值兵、通信兵、奧利弗、吉尼亞比澤烏艦長、職員）
- JoJo的奇妙冒險 第三部 星塵遠征軍（不良A、警官、圍觀者A、男A、司機、其他）
- 巴哈姆特之怒 GENESIS（民眾、騎士）
- 噬魂者NOT!（管理者）
- 火星異種（黑幫A）
- 七大罪（男人C）
- 幕末Rock
- 食鬼世界（Short Fed、Round Edges老師、Ghost）
- Happiness Charge 光之美少女！（塞阿克、男性、不良、助理A、冰川師範）
- 乒乓（海王部部員）
- 劍靈 Blade & Soul（劍者）
- 魔神之骨（操作員、アピス）
- 飆速宅男（小堰）

2015年
- Classroom☆Crisis（護衛員A）
- 高達G之復興（職員）
- 舞力四射（音咲康平）
- Punch Line（新聞報導員）
- FAIRY TAIL（青年）
- 名偵探柯南（林巡查、森正樹）
- 魔物娘的相伴日常（署長）

2016年
- 偶像活動Stars！（教官）
- 暗殺教室 第二季（警備兵1）
- 潮與虎（貴族B）
- 歌之王子殿下 真愛Legend Star（親戚的男性）
- 宇宙巡警露露子（黑幫、本部隊員星人）
- 見習神仙精靈（青年）
- Concrete Revolutio～超人幻想～THE LAST SONG（柯布拉)
- JOKER GAME（男人）
- DAYS（佐佐木）
- TRICKSTER -來自江戶川亂步〈少年偵探團〉-（勝田雅治治[8]）
- 夢幻慶典（製作人）
- 至高指令（松村通信員）
- 文豪野犬（男人們）

2017年
- sin 七大罪（男性客人）
- 碧藍幻想（傭兵A）
- 巴哈姆特之怒 VIRGIN SOULS（士兵）
- 偶像大師 SideM（信玄誠司）

2018年
- 劍王朝（張儀）
- 哆啦A夢（總督、音樂家、怪獸雲、記者）
- 忍者亂太郎（大人、暗殺者）
- 妖怪旅館營業中（縫陰）
- 偶像大師 SideM 有理由Mini!（信玄誠司）[9]）

2020年
- 蠟筆小新（廚師B）

2021年
- 神奇柑仔店（老師）
- 裏世界遠足（雷伊·巴爾卡少佐）
- 急戰5秒殊死鬥（龍膽將門）

2022年
- VAZZROCK THE ANIMATION（大黑岳[10]））
- Battle Spirits 赫盟的加雷特（盧西安·帕克斯）

2024年
- 怪獸8號（衣笠[11]）

2025年
- 妖怪旅館營業中 貳（縫陰[12]）

### 劇場版動畫
2014年
- Happiness Charge 光之美少女！ 人偶之國的芭蕾舞女

2016年
- 電影版聲之形（廣瀨啟祐）

2017年
- 黑執事劇場版：豪華客船編（瑪格麗特的父親）

2019年
- 劇場版 高達G之復興（式典員、奧利華、幾內亞比索艦長）

### OVA
2015年
- 玉響OVA完結篇 畢業寫真

2016年
- TRICKSTER -來自江戶川亂步〈少年偵探團〉- OVA EPISODE 00（勝田雅治[13]）]]

### Web動畫
2020年
- SUPER SHIRO
- Battle Spirits 赫盟的加雷特（盧西安·帕克斯）

### 遊戲
2012年
- Glass Heart Princess（吉諾）

2013年
- Glass Heart Princess:PLATINUM（吉諾）
- 決勝時刻：黑色行動III

2014年
- JUDAS CODE（ムエルタ·メガリス）

2015年
- 偶像大師 SideM（信玄誠司）

2017年
- 塞爾達傳說 曠野之息（特巴）
- 偶像大師 SideM 獻唱舞台！（信玄誠司）

2019年
- Apex英雄（密客）

2020年
- 東京放課後召喚師（神農）
- ZELDA無雙 災厄啟示錄（特巴）

2021年
- 偶像大師 POPLINKS（信玄誠司）
- 偶像大師 SideM GROWING STARS（信玄誠司）
- 東京放課後召喚師（秋葉權現）
- LIVE A HERO（沙夫特）

## 外部連結
- 賢プロダクションによるプロフィール （页面存档备份，存于）
- 増元拓也的X（前Twitter）

1. 1 2 3 4  . アニメハック.   [2019-12-30]. （原始内容存档于2022-01-10）.
2. 1 2  . Nizista (ニジ★スタ). 2016-11-21  [2016-12-23]. （原始内容存档于2021-05-16）.
3. 1 2  . スクールデュオ. 2012-04-02  [2019-12-30]. （原始内容存档于2016-03-04）.
4. ↑  . www.kenproduction.co.jp.   [2018-06-22]. （原始内容存档于2022-05-17） （日语）.
5. ↑  增元拓也的X（前Twitter）
6. ↑  . 2016-10-24  [2019-12-30]. （原始内容存档于2022-06-01）.
7. ↑  . 2017-03-10  [2019-12-30]. （原始内容存档于2022-06-01）.
8. ↑  . TRICKSTER -江戸川乱歩「少年探偵団」より-│TVアニメ公式サイト.   [2016-07-29]. （原始内容存档于2016-07-04）.
9. ↑  . TVアニメ「アイドルマスター SideM 理由あってMini!」公式HP.   [2018-08-24]. （原始内容存档于2018-12-24）.
10. ↑  . コミックナタリー (ナターシャ). 2022-05-13  [2022-06-07]. （原始内容存档于2022-05-16）.
11. ↑  @KaijuNo8_O.  (推文). 2024-04-14  [2024-04-14] –Twitter （日语）.
12. ↑  . Comic Natalie. 2025-06-19  [2025-06-19] （日语）.
13. ↑  . TRICKSTER -江戸川乱歩「少年探偵団」より-│TVアニメ公式サイト.   [2016-11-11]. （原始内容存档于2016-11-11）.